# 5声の協奏曲集 作品9 (アルビノーニ)

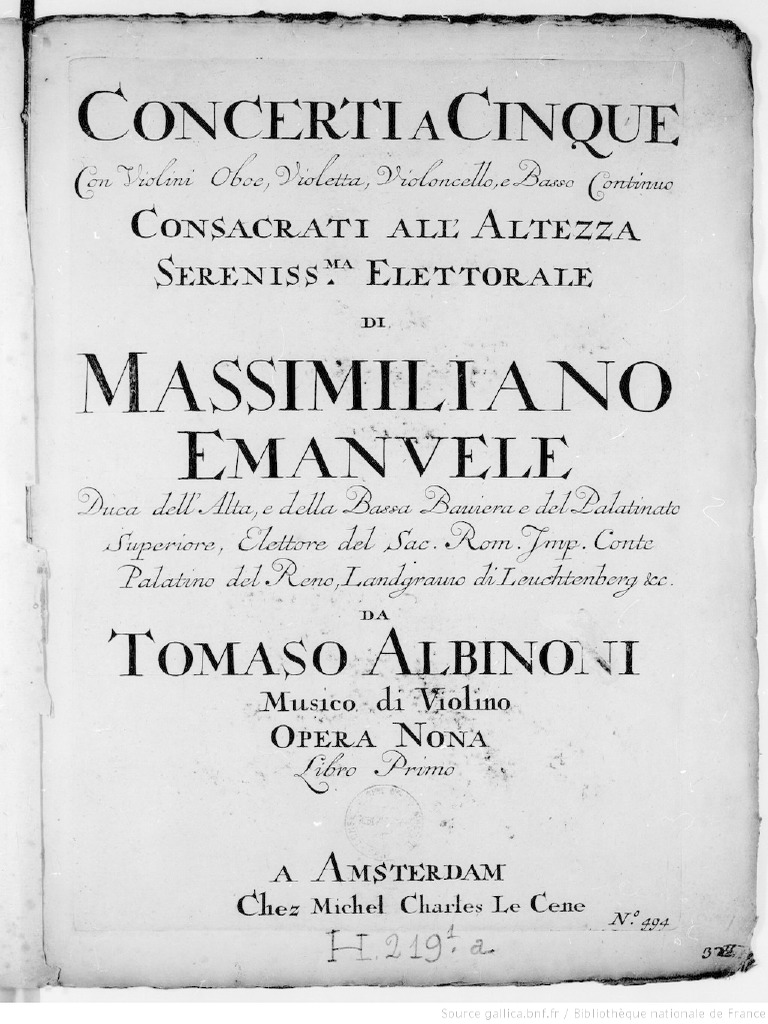
『5声の協奏曲集 作品9』の初版の表紙

12曲の五声の協奏曲集（作品9、伊：12 Concerti a cinque）は、1722年にアムステルダムの出版社ミシェル＝シャルル・ル・セーヌから出版されたトマゾ・アルビノーニ作曲による協奏曲集。アルビノーニはオーボエ協奏曲でその名を知られており、本協奏曲集にもオーボエ協奏曲が収録されている。

## 12曲
1. ヴァイオリン協奏曲変ロ長調（作品9第1番）
2. オーボエ協奏曲ニ短調（作品9第2番）
3. 2本のオーボエのための協奏曲ヘ長調（作品9第3番）
4. ヴァイオリン協奏曲イ長調（作品9第4番）
5. オーボエ協奏曲ハ長調（作品9第5番）
6. 2本のオーボエのための協奏曲ト長調（作品9第6番）
7. ヴァイオリン協奏曲ニ長調（作品9第7番）
8. オーボエ協奏曲ト短調（作品9第8番）
9. 2本のオーボエのための協奏曲ハ長調（作品9第9番）
10. ヴァイオリン協奏曲ヘ長調（作品9第10番）
11. オーボエ協奏曲変ロ長調（作品9第11番）
12. 2本のオーボエのための協奏曲ニ長調（作品9第12番）